# Jed Beaton
Jed Beaton (Tasmanië, 28 januari 1998) is een Australisch motorcrosser.
In 2016 werd Beaton MX2-kampioen van Australië, op een Yamaha. Omdat het seizoen in Australië vroeger was afgelopen dan het Wereldkampioenschap, reed Beaton mee tijdens de laatste proef van het seizoen in de EMX250-klasse. In de eerste reeks wist hij punten te behalen. Op het einde van het seizoen werd Beaton geselecteerd voor het Australische team in de Motorcross der Naties, maar hij moest uiteindelijk afzeggen na een sleutelbeenbreuk.
Vanaf 2017 kwam Beaton voltijds uit in het EMX250-kampioenschap, op een Honda. Door blessures moest hij enkele wedstrijden missen en sloot het seizoen af op de veertiende plaats. Tijdens de vrije weekends in de EMX250-klasse nam Beaton deel aan het Wereldkampioenschap in de MX2-klasse. Tijdens de laatste wedstrijd van het seizoen behaalde hij zelfs het eindpodium op de derde plaats. In de WK-eindstand werd hij zesentwintigste.
In 2018 kwam Beaton voltijds uit in het WK MX2 met Kawasaki en werd hij begeleid door ex-motorcrosser Marc de Reuver. Hij wist opnieuw een podiumplek te behalen, maar halfweg het seizoen geraakte hij geblesseerd waardoor zijn seizoen er op zat. Beaton eindigde zestiende in de eindstand.
Voor het seizoen 2019 had Beaton een meerjarig contract getekend bij het fabrieksteam van Husqvarna. Beaton behaalde geen enkel eindpodium en moest wederom enkele wedstrijden missen door blessures. Hij kwam niet verder dan een twaalfde plek in de eindstand.
In 2020 wist Beaton één reekszege te behalen en stond hij drie keer op het podium. Beaton beëindigde het seizoen op de vierde plaats.
Het seizoen 2021 zal zijn laatste zijn in de MX2-klasse, aangezien hij daarna door de leeftijdslimiet van 23 jaar de overstap moet maken naar de MXGP-klasse.